# プライバシーポリシー
プライバシーポリシー (英語: privacy policy) は、
インターネットのウェブサイトにおいて、収集した個人情報をどう扱うのか（保護するのか、それとも一定条件の元に利用するのか）などを、サイトの管理者が定めた規範のこと。個人情報保護方針などともいう。
プライバシーポリシーは、利用規約の一部として記載している場合もある。
ウェブサイトによっては、この中に「第三者に情報提供する場合がある」と明記されている場合がある。このためサイト利用者は、個人情報をインターネットに送信する際には、プライバシーポリシーを熟読する必要がある。
免責事項には、「ウイルスなどの有害物が含まれていないこと、および第三者からの不正なアクセスのないこと、その他安全性に関する保証をすることはできません。」と記されていることがほとんどである。これは、インターネットの性質上、この責任まで負うと、大変な損害を被る可能性があるからである。
ただし、これらの場合においても、必ずしも免責が有効であるとは限らない。基本的にはウェブサイトの管理者の姿勢を宣言しているにすぎないこともある。